# Osorno (vulkaan)
De Volcán Osorno is een vulkaan van 2.661 m hoog in het zuiden van Chili, in de provincie Osorno. De vulkaan is gelegen in de regio Los Lagos ten oosten van het Llanquihuemeer. Het wordt beschouwd als de 'kleine Fuji' van Chili. De Osorno is een van de populairste toeristische bestemmingen van Chili. De laatste eruptie was in 1869.

## Omgeving
Aan de voet van de vulkaan zijn er indrukwekkende watervallen en stroomversnellingen, de Saltos de Petrohué. Op de vulkaan zie je andere vulkanen, zoals de Calbuco en Casablanca. Ook zijn de Cerro Puntiagudo en Cerro Tronador te zien.
Ten oosten van de vulkaan ligt het Todos los Santosmeer met daarin het eiland Isla Margarita.

## Aardbevingen
In juli 2018 werd verhoogde seismische activiteit ontdekt in de Osorno en de Cordero Caulle. Voor de omgeving van beide vulkanen werd code geel afgekondigd.